# فرودگاه سری ساثیا سای
فرودگاه سری ساثیا سای (به انگلیسی: Sri Sathya Sai Airport) یک فرودگاه همگانی با کد یاتا PUT است که یک باند فرود آسفالت دارد و طول باند آن ۲۲۳۰ متر است. این فرودگاه در کشور هند قرار دارد و در ارتفاع ۴۷۵ متری از سطح دریا واقع شده است.